# Нкосазана Дламіні-Зума
Нкосазана Дламіні-Зума (Nkosazana Clarice Dlamini-Zuma) (нар. 27 січня 1949, Південна Африка) — південноафриканська політична діячка, дипломат. Міністр охорони здоров'я ПАР (1994—1999), Міністр закордонних справ ПАР (1999—2009), Міністр внутрішніх справ ПАР (2009—2012), Голова комісії Африканського Союзу (з 2012).

## Біографія
Народилася 27 січня 1949 року в Південній Африці. Брала участь в боротьбі з політикою апартеїду.
Займала посади Міністра охорони здоров'я ПАР з 1994 по 1999 роки, за часів правління Нельсона Мандели, З 17 червня 1999 по 10 травня 2009 року була міністром закордонних справ за президентства Табо Мбекі та Кгалема Мотланте. Була висунута 10 травня 2009 року на посаду міністра внутрішніх справ ПАР в кабінеті президента Джейкоба Зуми, її колишнього чоловіка, яку займала до 2012 року..
15 червня 2012 року Дламіні-Зума була обрана головою комісії Африканського Союзу, ставши першою жінкою, керівницею цієї організації (включаючи її попередника Організацію африканської єдності).
У 2016 році Україна отримала статус спостерігача при Африканському Союзі. 22 червня 2016 року голова комісії Африканського Союзу Нкосазані Дламані-Зумі прийняла акредитаційного листа від тимчасового повіреного у справах України в Ефіопії Михайло Кириченка.

## Виноски
1. ↑  https://www.parliament.gov.za/person-details/7695
2. ↑  http://www.pa.org.za/person/nkosazana-dlamini-zuma/
3. ↑  https://www.workwithdata.com/person/nkosazana-dlamini-zuma-1949
4. ↑  Zuma'S Response To Sarafina Ii. Doh.gov.za. Архів оригіналу за 29 вересня 2012. Процитовано 15 травня 2011.
5. ↑  Dlamini-Zuma, the stern diplomat [Архівовано 9 січня 2016 у Wayback Machine.], Independent Online (South Africa), 29 January 2012
6. ↑  African Union chooses first female leader | World news | The Guardian. Архів оригіналу за 19 липня 2012. Процитовано 26 червня 2016.
7. ↑  Україна отримала статус спостерігача в Афросоюзі. Архів оригіналу за 23 червня 2016. Процитовано 27 червня 2016.
8. ↑  10 тез про перемогу української дипломатії в Африці. Архів оригіналу за 26 червня 2016. Процитовано 26 червня 2016.